# Grand Ballet du marquis de Cuevas
Le Grand Ballet du marquis de Cuevas est une compagnie de danse fondée par Jorge Cuevas Bartholin dit le marquis de Cuevas (1885-1961) à Monte-Carlo en 1951 et dissoute en 1962.
Issue de la fusion de la première compagnie du marquis, le Ballet international, et du Nouveau Ballet de Monte-Carlo, elle est à l'époque la première sur le sol européen à être majoritairement composée de danseurs américains.

## Historique

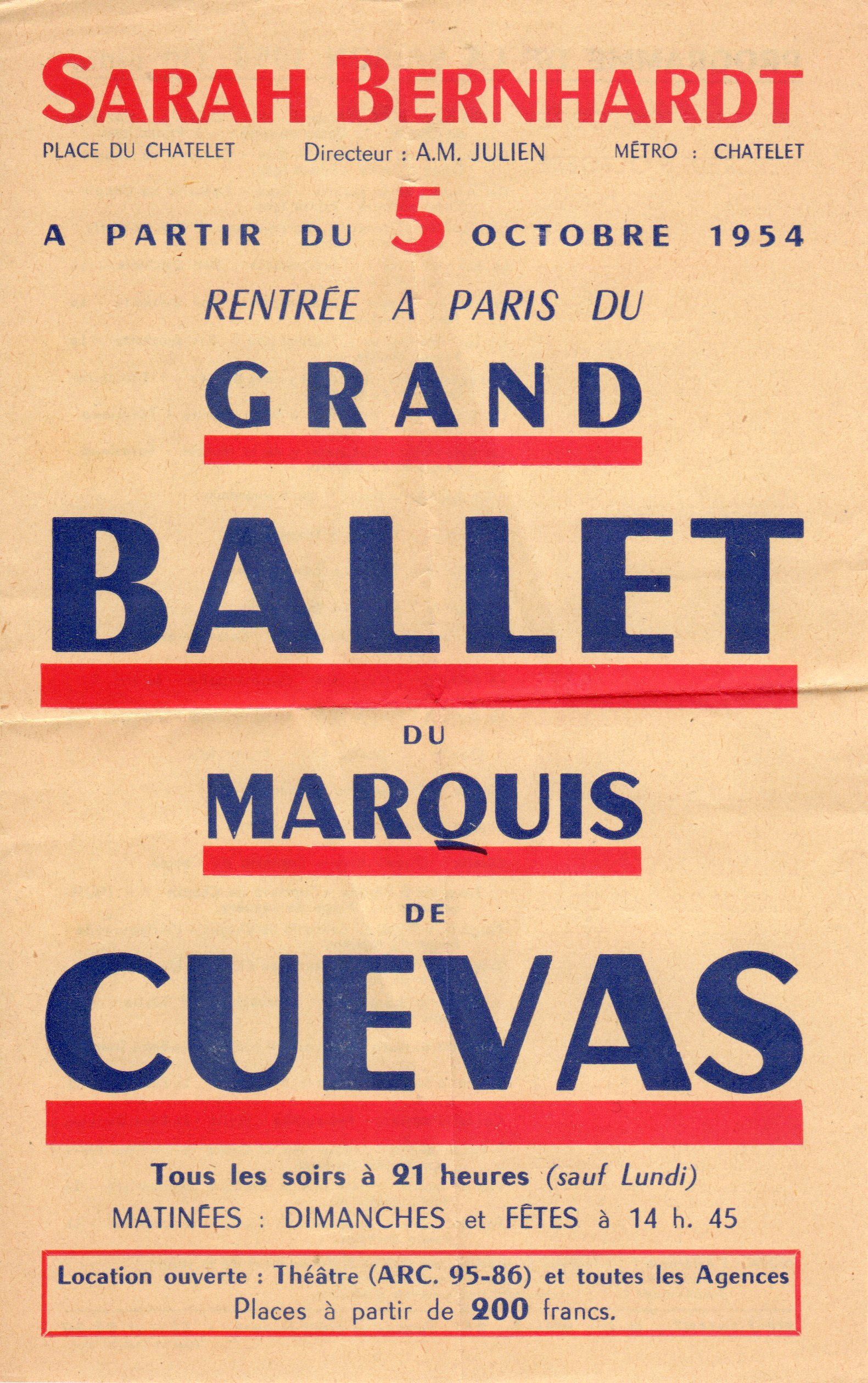
Affiche de la rentrée parisienne du Grand Ballet en 1954.

Le Ballet international est la première compagnie de danse fondée en 1943 par le marquis de Cuevas à New York.
Lorsque le marquis de Cuevas quitte les États-Unis pour s'établir en France, il rachète en 1947 le Nouveau Ballet de Monte-Carlo qu'il rebaptise Grand Ballet de Monte-Carlo, à la suite de sa fusion avec le Ballet international.
Le Grand Ballet de Monte-Carlo devient en 1951 le Grand Ballet du marquis de Cuevas. L'orchestre du ballet est dirigé par André Girard de 1953 à 1956.
La compagnie change à nouveau de nom en 1958 lorsqu'elle devient l'International Ballet of the Marquis de Cuevas et ce jusqu'en 1962. À la suite de la mort de son fondateur en 1962, la compagnie prend brièvement le nom de International Ballet of the Marquise de Cuevas; puis elle sera définitivement dissoute la même année.

## Chronologie des compagnies dirigées par le marquis de Cuevas
- Ballet international (1943-1947)
- Grand Ballet de Monte-Carlo (1947-1951)
- Grand Ballet du marquis de Cuevas (1951-1958)
- International Ballet of the Marquis de Cuevas (1958-1962)